# De Kennis van Nu Nieuws
De Kennis van Nu Nieuws of DKVN Nieuws, tot half maart 2014 ScienceFlash geheten, was een televisieprogramma van de NTR, voorheen van Teleac en NOT, dat gemaakt werd van 2007 tot en met 2015. Het werd afwisselend gepresenteerd door Marloes ten Kate en Diederik Jekel. Voorheen werd ScienceFlash gepresenteerd door onder meer Anic van Damme, Airen Mylene en Jasper Hartog.
Het programma behandelde in 10 minuten het internationale wetenschappelijke nieuws van die week. Het programma werd elke donderdag uitgezonden op Nederland 2 en was te zien op NPO Wetenschap, op YouTube en werd uitgezonden in de carrousel van NPO Nieuws en NPO Doc. Ten tijde van ScienceFlash duurden twee afleveringen elk ruim 2 minuten en was de derde aflevering een weekjournaal van 10 minuten. Het programma werd gemaakt door de wetenschapsredactie van de NTR.